# Trachylepis mlanjensis
Trachylepis mlanjensis es una especie de escincomorfos de la familia Scincidae.

## Distribución geográfica yhábitat
Es endémica del macizo del monte Mulanje (Malaui). Su rango altitudinal ronda los 914 m s. n. m..